# Cephalobyrrhus jiangxiensis
Cephalobyrrhus jiangxiensis är en skalbaggsart som beskrevs av Andreas Pütz 1998. Cephalobyrrhus jiangxiensis ingår i släktet Cephalobyrrhus och familjen lerstrandbaggar. Inga underarter finns listade i Catalogue of Life.